# Lacmellea
Lacmellea es un género de plantas con flores con 23 especies perteneciente a la familia Apocynaceae. Es originario de América tropical.

## Descripción
Son árboles o arbustos, rara vez hierbas semiarbustivas; tallos con secreción lechosa comestible, glabros a glabrescentes, más rara vez diminutamente puberulentos; tronco con o sin aguijones. Hojas opuestas, eglandulares, sin coléteres en el nervio central del haz, glabras a glabrescentes, rara vez puberulentas en el envés, sin domacios. Inflorescencias cimosas, axilares, con pocas a muchas flores; brácteas inconspicuas. Flores con un cáliz de 5 sépalos, los lóbulos iguales, dispuestos en forma quincuncial, glabros a glabrescentes, más rara vez puberulentos, sin coléteres en la base de la cara adaxial; corola hipocraterimorfa, sin estructuras coronales accesorias, glabras, glabrescentes o puberulentas, el tubo recto o giboso distalmente, expandido en la posición de los estambres, el limbo actinomorfo, la estivación sinistrorsa; estambres incluidos, las anteras no conniventes ni aglutinadas a la cabeza estigmática; gineceo 2-carpelar, sincárpico, los óvulos pocos; nectario anular más o menos adnado al ovario. Frutos en bayas sincárpicas, ovoides, globosos, subglobosos a elipsoidales; semillas 1-4, desnudas.

## Taxonomía
El género  fue descrito por Gustav Karl Wilhelm Hermann Karsten y publicado en Linnaea 28: 449. 1856[1857].

## Especies
| - Lacmellea aculeata - Lacmellea arborescens - Lacmellea armata - Lacmellea costanensis - Lacmellea densifoliata - Lacmellea foxii - Lacmellea gracilis - Lacmellea grandiflora - Lacmellea guyanensis - Lacmellea klugii - Lacmellea lactescens - Lacmellea lucida | - Lacmellea microcarpa - Lacmellea oblongata - Lacmellea panamensis - Lacmellea pauciflora - Lacmellea peruviana - Lacmellea pygmaea - Lacmellea ramosissima - Lacmellea speciosa - Lacmellea standleyi - Lacmellea utilis (Arn.) Markgr. - árbol de la leche de Demerara - Lacmellea zamorae |